# شيخ علوان
شيخ علوان  قرية سوريّة تتبع إداريّاً لمحافظة حلب منطقة الباب ناحية مركز الباب، بلغ تعداد سكانها 557 نسمة حسب التعداد السكاني لعام 2004.